# Naissance en 929
Naissance
- 925
- 926
- 927
- 928
- 929
- 930
- 931
- 932
- 933

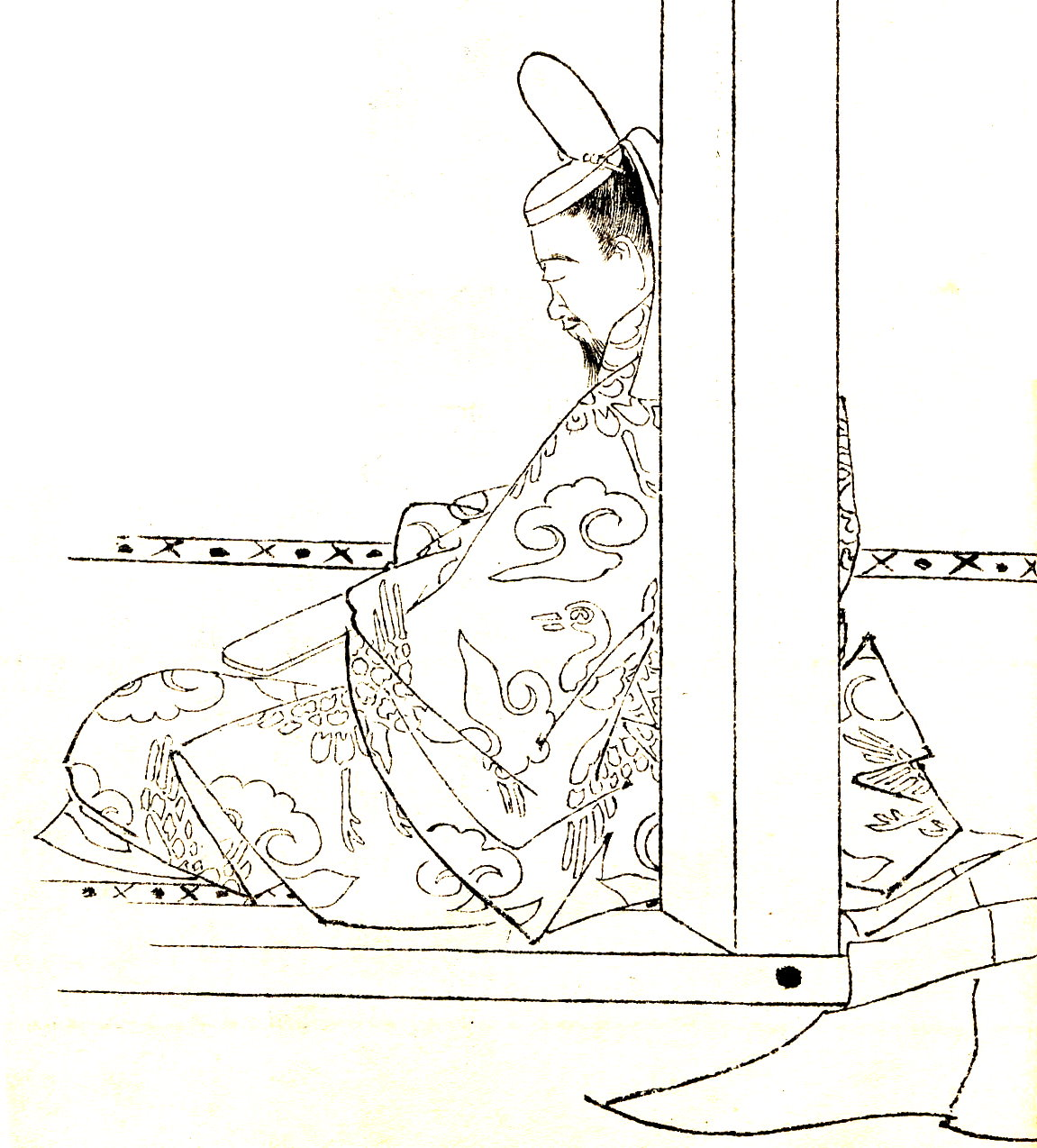
Fujiwara no Kaneie, né en 929.

Cette page dresse une liste de personnalités nées au cours de  l'année 929 :
- Qian Chu (en), roi des Wuyue (Chine).
- Guillaume de Mayence, archevêque de Mayence.
- Kishi Joō, poétesse de waka du milieu de l'époque de Heian.
- Fujiwara no Kaneie, kugyō (noble japonais de la cour), un membre du clan Fujiwara et l'un des régents Fujiwara.

## Crédit d'auteurs
- Cet article est partiellement ou en totalité issu de l'article intitulé « 929 » (voir la liste des auteurs).